# Ramboldiaceae
Ramboldiaceae is een botanische naam voor een familie van korstmossen behorend tot de orde Lecanorales.

## Geslachten
De familie bestaat uit een geslacht:
- Ramboldia